# 8. marec
8. marec je 67. dan leta (68. v prestopnih letih) v gregorijanskem koledarju. Ostaja še 298 dni.

## Dogodki
- 1152 – v Aachnu okronan Friderik I. Barbarossa
- 1862 – splovljena ameriška ladja USS Virginia
- 1902 – v Trstu ustanovljeno Slovensko dramsko društvo
- 1910 – Klara Zetkin predlaga 8. marec za praznik žena
- 1916 – plaz z Mojstrovke zasuje več kot 300 ruskih in ukrajinskih vojnih ujetnikov, ki gradijo cesto čez prelaz Vršič
- 1917 – v Rusiji se prične februarska revolucija
- 1921 – Francija zasede nemška mesta Düsseldorf, Duisburg in Ruhrort
- 1942 – Japonska zasede Javo
- 1943 – Vas Erzelj izpraznjena s strani Italijanskih okupatorjev
- 1945 – Ljubljana doživi edini zračni napad; porušen je del Tobačne tovarne
- 1950 – Sovjetska zveza javno oznani, da poseduje atomsko bombo
- 1958 – Združena arabska republika in Severni Jemen se povežeta v ohlapno zvezo Združene arabske države
- 2006 – Herman Mikuž in Bojan Dintinjana odkrijeta supernovo 2006at
- 2014 – v južnem Indijskem oceanu brez sledu izgine letalo Boeing 777 na letu 370 družbe Malaysia Airlines, pogrešanih je 239 potnikov in članov posadke

## Rojstva
- 1015 – Anawrahta Minsaw, burmanski kralj († 1078)
- 1286 – Ivan III., bretonski vojvoda († 1341)
- 1293 – Kitabake Čikafusa, japonski plemič, zgodovinar († 1354)
- 1714 – Carl Philipp Emanuel Bach, nemški skladatelj († 1788)
- 1787 – Karl Ferdinand von Gräfe, nemški kirurg († 1840)
- 1788 – William Hamilton (filozof), škotski filozof († 1856)
- 1804 – Alvan Clark, ameriški astronom, optik († 1887)
- 1847 – Frédéric Masson, francoski zgodovinar, akademik († 1923)
- 1851 – İsmail Gaspıralı, turški novinar, pisatelj († 1914)
- 1859 – Kenneth Grahame, angleški pisatelj († 1932)
- 1879 – Otto Hahn, nemški fizik, nobelovec 1944 († 1968)
- 1886 – Edward Calvin Kendall, ameriški biokemik, nobelovec 1950 († 1972)
- 1895 – Juanita Fernández Morales - Juana de Ibarbourou, urugvajska pesnica († 1979)
- 1906 – Victor Hasselblad, švedski izumitelj († 1978)
- 1913 – Mouloud Feraoun, alžirski pisatelj († 1962)
- 1929 – Daryl Duke, kanadski režiser († 2006)
- 1977 – James William Van Der Beek, ameriški filmski igralec
- 2004 – Kit Connor, britanski igralec

## Smrti
- 1126 – Uraka Kastiljska, kraljica in regentinja Kastilije, Leona in Toleda (* 1082)
- 1137 – Adela Normandijska, grofinja Bloisa, mati angleškega kralja Štefana (* 1067)
- 1144 – papež Celestin II.
- 1223 – Wincenty Kadłubek, poljski nadškof, zgodovinar, svetnik (* 1161)
- 1403 – Bajazid I., sultan Osmanskega cesarstva (* 1354)
- 1418 – Carlo Zeno, beneški admiral (* 1333)
- 1466 – Francesco Sforza, italijanski (milanski) vojvoda (* 1401)
- 1868 – Jón Thortharson Thoroddsen, islandski pisatelj (* 1818 ali 1819)
- 1869 – Louis Hector Berlioz, francoski skladatelj (* 1803)
- 1874 – Millard Fillmore, ameriški politik (* 1800)
- 1889 – John Ericsson, švedski strojni inženir, izumitelj (* 1803)
- 1917 – Ferdinand von Zeppelin, nemški graditelj zrakoplovov (* 1838)
- 1923 – Johannes Diderik van der Waals, nizozemski fizik, kemik, nobelovec 1910 (* 1837)
- 1930 – William Howard Taft, ameriški predsednik (* 1857)
- 1944 – Ernst Mally, avstrijski filozof in logik (* 1879)
- 1988 – Henryk Szeryng, poljsko-mehiški violinist judovskega rodu (* 1918)
- 2005 – Aslan Alijevič Mashadov, čečenski voditelj (* 1951)

## Prazniki in obredi
- mednarodni dan žena (državni praznik v nekaterih nekdanjih republikah Sovjetske zveze)